# حشره‌خوار کوزلوف
 حشره‌خوار کوزلوف (نام علمی: Sorex kozlovi) نام یک گونه از سرده حشره‌خوارهای دم‌دراز است.